# Associazione Calcio Rondinella Marzocco Firenze 1982-1983
Questa pagina raccoglie le informazioni riguardanti la Rondinella Marzocco nelle competizioni ufficiali della stagione 1982-1983.

## Rosa
| N. |                   | Ruolo | Calciatore              |
| -- | ----------------- | ----- | ----------------------- |
|    | Italia (bandiera) | P     | Giancarlo Alessandrelli |
|    | Italia (bandiera) | C     | Salvatore Bacci         |
|    | Italia (bandiera) | C     | Gabriele Baldassarri    |
|    | Italia (bandiera) | C     | Roberto Bicchierai      |
|    | Italia (bandiera) | D     | Walter Casarotto        |
|    | Italia (bandiera) | D     | Carlo Cesario           |
|    | Italia (bandiera) | A     | Giorgio Davato          |
|    | Italia (bandiera) | D     | Flavio Destro           |
|    | Italia (bandiera) |       | Di Marzio               |
|    | Italia (bandiera) | C     | Sergio Domini           |

| N. |                   | Ruolo | Calciatore             |
| -- | ----------------- | ----- | ---------------------- |
|    | Italia (bandiera) | C     | Giancarlo Fiordisaggio |
|    | Italia (bandiera) | A     | Luca Gabriellini       |
|    | Italia (bandiera) | D     | Enrico Maccanti        |
|    | Italia (bandiera) | C     | Guido Magherini        |
|    | Italia (bandiera) | D     | Marco Marchi           |
|    | Italia (bandiera) | P     | Mauro Marchisio        |
|    | Italia (bandiera) | A     | Dino Pagliari (I)      |
|    | Italia (bandiera) | A     | Mario Palazzi          |
|    | Italia (bandiera) | C     | Roberto Rossi          |
|    | Italia (bandiera) | C     | Massimo Tassara        |

## Risultati

### Campionato

#### Girone di andata
| Firenze 19 settembre 1982 1ª giornata | Rondinella                  | 0 – 0 | SPAL | Stadio Gino Bozzi\| Arbitro: \| Pellicanò (Reggio Calabria) \| |
| Arbitro:                              | Pellicanò (Reggio Calabria) |       |      |                                                                |

| 26 settembre 1982 2ª giornata | Mestre | 1 – 0 | Rondinella |  |

| 3 ottobre 1982 3ª giornata | Rondinella | 0 – 0 | Trento |  |

| 10 ottobre 1982 4ª giornata | Sanremese | 1 – 0 | Rondinella |  |

| 17 ottobre 1982 5ª giornata | Rondinella | 1 – 0 | Piacenza |  |

| 24 ottobre 1982 6ª giornata | Rondinella | 3 – 0 | Forlì |  |

| Arbitro: | Albertini (Voghera) |

|         |           |                 |
| Pari 6’ | Marcatori | 26’ Gabriellini |

| 7 novembre 1982 8ª giornata | Treviso | 1 – 1 | Rondinella |  |

| 14 novembre 1982 9ª giornata | Rondinella | 0 – 0 | Brescia |  |

| 21 novembre 1982 10ª giornata | Fano | 1 – 1 | Rondinella |  |

| 28 novembre 1982 11ª giornata | Rondinella | 1 – 1 | Carrarese |  |

| 5 dicembre 1982 12ª giornata | Rimini | 3 – 1 | Rondinella |  |

| 12 dicembre 1982 13ª giornata | Rondinella | 0 – 1 | Lanerossi Vicenza |  |

| 14 dicembre 1982 14ª giornata | Rondinella | 0 – 1 | Padova |  |

| 9 gennaio 1983 15ª giornata | Triestina | 1 – 0 | Rondinella |  |

| 16 gennaio 1983 16ª giornata | Rondinella | 1 – 1 | Pro Patria |  |

| 23 gennaio 1983 17ª giornata | Modena | 1 – 0 | Rondinella |  |

#### Girone di ritorno
| Arbitro: | Frigerio (Milano) |

|                |           |                             |
| Gustinetti 19’ | Marcatori | 51’ Palazzi 64’ Gabriellini |

| 6 febbraio 1983 19ª giornata | Rondinella | 1 – 1 | Mestre |  |

| 13 febbraio 1983 20ª giornata | Trento | 0 – 0 | Rondinella |  |

| 20 febbraio 1983 21ª giornata | Rondinella | 2 – 0 | Sanremese |  |

| 27 febbraio 1983 22ª giornata | Piacenza | 2 – 1 | Rondinella |  |

| 6 marzo 1983 23ª giornata | Forlì | 0 – 0 | Rondinella |  |

| Arbitro: | Ramicone (Tivoli) |

|                        |           |  |
| Gabriellini 18’ (rig.) | Marcatori |  |

| 20 marzo 1983 25ª giornata | Rondinella | 1 – 1 | Treviso |  |

| 2 aprile 1983 26ª giornata | Brescia | 2 – 1 | Rondinella |  |

| 10 aprile 1983 27ª giornata | Rondinella | 1 – 1 | Fano |  |

| 17 aprile 1983 28ª giornata | Carrarese | 0 – 0 | Rondinella |  |

| 1º maggio 1983 29ª giornata | Rondinella | 1 – 0 | Rimini |  |

| 8 maggio 1983 30ª giornata | Lanerossi Vicenza | 0 – 1 | Rondinella |  |

| 15 maggio 1983 31ª giornata | Padova | 3 – 0 | Rondinella |  |

| 22 maggio 1983 32ª giornata | Rondinella | 1 – 1 | Triestina |  |

| 29 maggio 1983 33ª giornata | Pro Patria | 1 – 1 | Rondinella |  |

| 5 giugno 1983 34ª giornata | Rondinella | 3 – 1 | Modena |  |